# Mill Valley
Mill Valley is een kleine stad (city) in de Amerikaanse staat Californië en valt bestuurlijk gezien onder Marin County. Het ligt ongeveer 23 kilometer ten noorden van San Francisco tegen de zuidoostelijke hellingen van Mount Tamalpais en grenst aan de draslanden van Richardson Bay. De stad telde 13.903 inwoners in 2010 op een oppervlakte van 12,56 km², waarmee de bevolkingsdichtheid 1127 inwoners per vierkante kilometer bedroeg.

## Geografie

### Ligging
Mill Valley ligt tegen de zuidoostelijke hellingen van Mount Tamalpais aan en strekt zich naar het zuidoosten uit tot aan U.S. Route 101 en het noordelijkste puntje van Richardson Bay, een ondiepe inham van de Baai van San Francisco. Het noordwestelijke en hogergelegen deel van de stad wordt gekenmerkt door vijf rivierdalen: Tamalpais Valley, Homestead Valley, Cascade Canyon, Blithdale Canyon en Warner Canyon. De beken die door deze canyons lopen monden uit in het getijdendrasland van Richardson Bay.
De onderstaande figuur toont nabijgelegen plaatsen in een straal van 8 km rond Mill Valley.

### Klimaat
In Mill Valley heerst net als in de rest van de Californische kustgebieden een mediterraan klimaat met relatief droge zomers en natte winters. Doorgaans is juli de warmste en januari de koudste maand. In 1972 is met 44°C de hoogste temperatuur gemeten en in 1990 met -8°C de laagste. De meeste neerslag valt tussen november en maart. Op Mount Tamalpais sneeuwt het meerdere malen per decennium, maar in de lagergelegen stad zelden. Mill Valley kent verder aparte microklimaten, doordat de stad zich over verschillende heuvels en dalen uitstrekt.

## Demografie

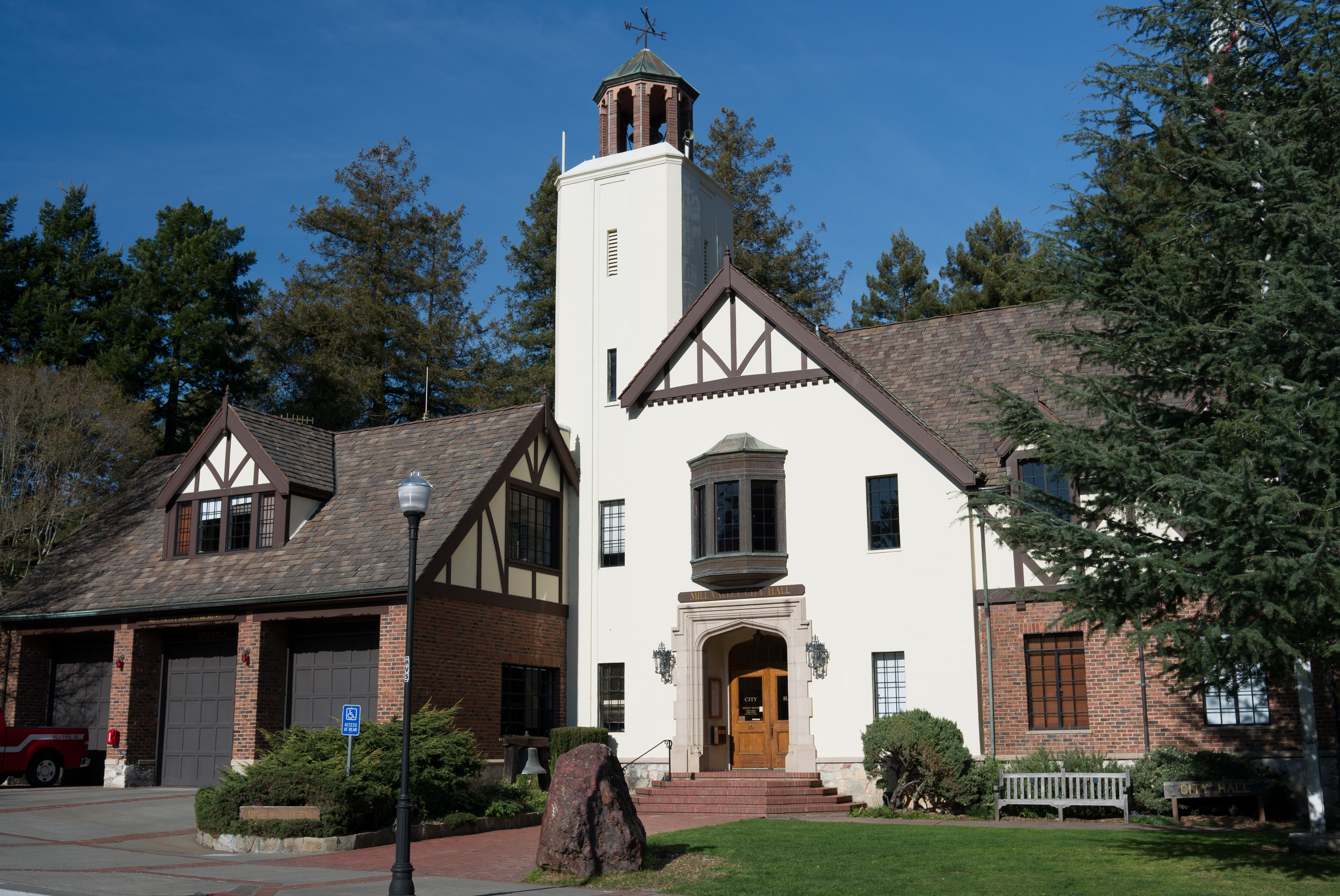
het stadhuis van Mill Valley

Bij de volkstelling in 2010 werd het aantal inwoners vastgesteld op 13.903, wat ten opzichte van tien jaar eerder een stijging is van 2,2%. De bevolking in 2010 bestond voor het merendeel (88,8%) uit blanken. Aziaten maakten 5,4% van het totaal uit, mensen van gemengde afkomst 3,6% en zwarten of Afro-Amerikanen 0,8%. Het aandeel hispanics of latino's bedroeg 4,5%; zij worden niet gezien als een apart "ras" en kunnen in principe tot alle "rassen" behoren. Vergeleken met de staat Californië kent Mill Valley relatief veel blanken en weinig andere etniciteiten alsmede hispanics.

## Geboren
- Eve Arden (1908-1990), actrice
- Mariel Hemingway (1961), actrice
- Maury Sterling (1971), acteur